# Aspenstedt
Aspenstedt ist ein Ortsteil der Stadt Halberstadt im Landkreis Harz in Sachsen-Anhalt.

## Geografie
Der Ort liegt an der Bundesstraße 79 zwischen Halberstadt und Dardesheim südlich vom Huy.

## Geschichte
Die erste urkundliche Erwähnung war im Jahre 1084. Aspenstedt gehörte zum Bistum Halberstadt, das 1648 in ein Fürstentum umgewandelt wurde. Der Ort unterstand direkt dem Amt Zilly-Mulmke und gelangte 1815 an den Regierungsbezirk Magdeburg der preußischen Provinz Sachsen.
Am 1. Januar 2010 wurde die bis dahin selbstständige Gemeinde Aspenstedt zusammen mit den Gemeinden Athenstedt, Langenstein, Sargstedt und Schachdorf Ströbeck in die Stadt Halberstadt eingemeindet.

## Politik

### Wappen
Das Wappen wurde am 24. März 2009 durch den Landkreis genehmigt.
Blasonierung: „In Silber aus grünem Dreiberg wachsend eine grüne Espe mit Blütenkätzchen, unterhalb der Baumkrone begleitet von zwei steigenden roten Milanen, der Dreiberg belegt mit einer silbernen Fontäne.“
Die Farben des Ortsteiles sind Grün - Weiß.
Der Baum im Wappen stellt eine stilisierte Espe dar und nimmt Bezug auf ein früheres Dienstsiegel. Die Milane verweisen auf das häufige Auftreten dieser Greifvögel. Der Quell auf dem Dreiberg symbolisiert den Ursprung des Assebachs, der hier entspringt.
Das Wappen wurde vom Magdeburger Kommunalheraldiker Jörg Mantzsch gestaltet.

### Flagge
Die Flagge wurde am 3. August 2009 durch den Landkreis genehmigt.
Die Flagge ist grün - weiß (1:1) gestreift (Querform: Streifen waagerecht verlaufend, Längsform: Streifen senkrecht verlaufend) und mittig mit dem Gemeindewappen belegt.

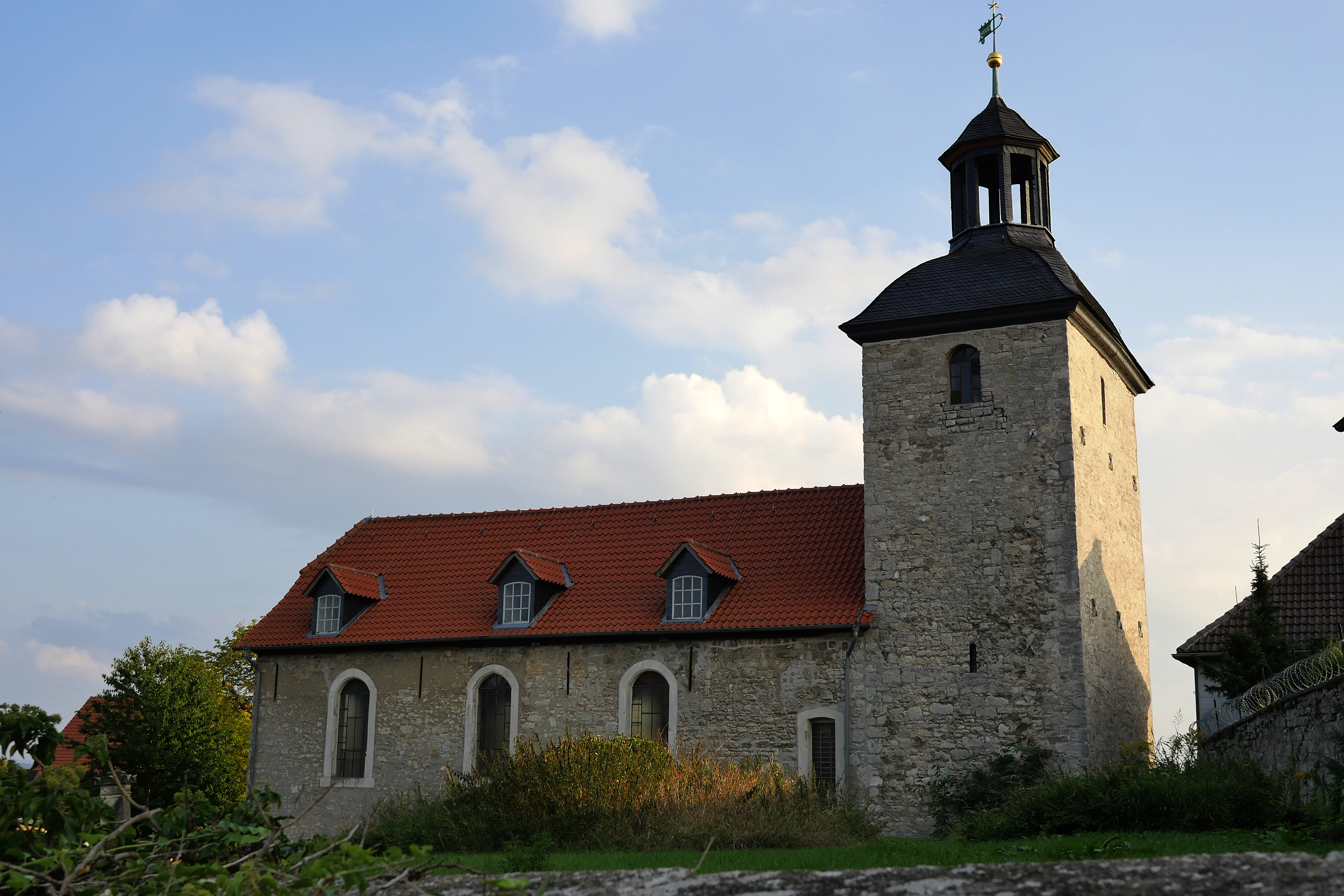
Sankt-Urban-Kirche in Aspenstedt

## Bauwerke
Im Ort befinden sich 15 im örtlichen Denkmalverzeichnis eingetragene Baudenkmale.

## Verkehr
Der öffentliche Personennahverkehr wird unter anderem durch den PlusBus des Bahn-Bus-Landesnetz Sachsen-Anhalt erbracht. Folgende Verbindung, betrieben von der Harzer Verkehrsbetriebe, führt durch Aspenstedt:
- Linie 210: Halberstadt ↔ Aspenstedt ↔ Athenstedt ↔ Dardesheim ↔ Osterwieck ↔ Vienenburg